# La Marge
La Marge (ook gekend als: Emmanuelle 77) is een Franse erotische dramafilm uit 1976 onder regie van Walerian Borowczyk. De film is gebaseerd op de gelijknamige roman van André Pieyre de Mandiargues.

## Verhaal
Op een landgoed in Frankrijk woont het gelukkige stel Sigismond en Sergine met hun zoontje Elie. Op een dag reist Sigismond naar Parijs om daar het bedrijf van wijngaardenier en oom Antonin te vertegenwoordigen. Hij ontmoet er prostituee Diana en bezwijkt voor haar betovering.
Na enige tijd ontvangt hij een brief van huishoudster Féline. Hij leest enkele regels, waarin staat dat Sergine zelfmoord heeft gepleegd. Hij negeert dit en steekt de brief meteen weg. Sigismond blijft Diana zien. Er ontstaat een romance tussen hen, maar als gevolg hiervan krijgt Diana moeilijkheden met haar baas. De laatste keer dat Diana bij hem is rent ze na afloop weg.
Als hij later alleen is in zijn hotelkamer leest Sigismond de hele brief. Zijn vrouw heeft zelfmoord gepleegd door van een toren te springen omdat hun zoon Elie is verdronken in het zwembad. Verward rijdt hij stad uit en stopt langs de kant van de weg, waar hij zichzelf doodschiet. Diana gaat verder met haar oude leven.

## Rolverdeling
| Acteur            | Personage                          |
| ----------------- | ---------------------------------- |
| Sylvia Kristel    | Diana                              |
| Joe Dallesandro   | Sigismond                          |
| Mireille Audibert | Sergine, de vrouw van Sigismond    |
| André Falcon      | Antonin Pons, de oom van Sigismond |
| Louise Chevalier  | Féline, de huishoudster            |